# A-League 2015-16
La Hyundai A-League 2015-16 fue la undécima edición de la A-League, máxima categoría del fútbol profesional en Australia desde su creación en 2004. La temporada comenzó el 8 de octubre de 2015 con el inicio de la fase regular, la cual concluyó el 10 de abril de 2016. La fase final dio comienzo el 15 de abril y finalizó el día 1 de mayo de 2016, con la disputa de la gran final.
La Gran Final vio coronarse por primera vez al Adelaide United que derrotó al Western Sydney Wanderers por tres tantos a uno.

## Sistema de competencia
En la temporada regular los 10 equipos juegan todos contra todos en 27 jornadas (tres rondas de ida y vuelta). La puntuación se determina por tres puntos por victoria, uno por empate y ninguno por derrota. Al término de las 27 jornadas los 6 mejores equipos en la tabla general avanzan a la fase final del campeonato.
En la fase final por el título, los dos mejores equipos en la temporada regular avanzan directamente a las semifinales. mientras los otros cuatro equipos disputan la primera ronda a partido único, cuyos ganadores avanzan a las semifinales. Los ganadores de las semifinales disputarán el título de la A-League 2015-16 en la Gran Final a partido único en el campo del club con mejor puntuación en la temporada regular.
EL campeón de la A-League y el campeón de la temporada regular (equipo que ocupe la primera posición de la tabla general) obtienen una plaza para la fase de grupos de la Liga de Campeones de la AFC 2017, el segundo lugar de la temporada regular consigue una plaza más pero comenzara en la fase preliminar.

## Equipos participantes
| Club                     | Ciudad     | Estadio                         | Aforo         | Entrenador        |
| ------------------------ | ---------- | ------------------------------- | ------------- | ----------------- |
| Adelaide United          | Adelaide   | Hindmarsh Stadium Adelaide Oval | 17,000 53,500 | Guillermo Amor    |
| Brisbane Roar            | Brisbane   | Suncorp Stadium                 | 52,500        | John Aloisi       |
| Central Coast Mariners   | Gosford    | Central Coast Stadium           | 20,050        | Tony Walmsley     |
| Melbourne City           | Melbourne  | AAMI Park                       | 30,050        | John van 't Schip |
| Melbourne Victory        | Melbourne  | Etihad Stadium AAMI Park        | 53,359 30,050 | Kevin Muscat      |
| Newcastle United Jets    | Newcastle  | Hunter Stadium                  | 33,000        | Scott Miller      |
| Perth Glory              | Perth      | NIB Stadium                     | 20,500        | Kenny Lowe        |
| Sydney                   | Sídney     | Allianz Stadium                 | 45,500        | Graham Arnold     |
| Wellington Phoenix       | Wellington | Westpac Stadium                 | 36,000        | Ernie Merrick     |
| Western Sydney Wanderers | Sídney     | Pirtek Stadium                  | 21,500        | Tony Popovic      |

## Temporada regular
- Actualizado al 10 de abril de 2016.

| Pos | Equipo                   | PJ | PG | PE | PP | GF | GC | Dif | Pts |
| --- | ------------------------ | -- | -- | -- | -- | -- | -- | --- | --- |
| 1.  | Adelaide United          | 27 | 14 | 7  | 6  | 45 | 28 | +17 | 49  |
| 2.  | Western Sydney Wanderers | 27 | 14 | 6  | 7  | 44 | 33 | +11 | 48  |
| 3.  | Brisbane Roar            | 27 | 14 | 6  | 7  | 49 | 40 | +9  | 48  |
| 4.  | Melbourne City           | 27 | 13 | 5  | 9  | 63 | 44 | +19 | 44  |
| 5.  | Perth Glory              | 27 | 13 | 4  | 10 | 49 | 42 | +7  | 43  |
| 6.  | Melbourne Victory        | 27 | 11 | 8  | 8  | 40 | 33 | +7  | 41  |
| 7.  | Sydney FC                | 27 | 8  | 10 | 9  | 36 | 36 | 0   | 34  |
| 8.  | Newcastle United Jets    | 27 | 8  | 6  | 13 | 28 | 41 | -13 | 30  |
| 9.  | Wellington Phoenix a     | 27 | 7  | 4  | 16 | 34 | 54 | -20 | 25  |
| 10. | Central Coast Mariners   | 27 | 3  | 4  | 20 | 33 | 70 | -35 | 13  |

* Leyenda: PJ: Partidos jugados; PG: Partidos ganados; PE: Partidos empatados; PP: Partidos perdidos; GF: Goles a favor; GC: Goles en contra; Dif: Diferencia de goles; Pts: Puntos.
     Clasificados a la Liga de Campeones de la AFC 2017.

     Clasificados a Primera ronda de la fase final.
Notas:

a Wellington Phoenix como equipo neozelandés, pertenece a la Confederación de Fútbol de Oceanía por lo que no puede participar en torneos organizados por la Confederación Asiática de Fútbol.

## Fase final
|  | Primera ronda | Primera ronda     | Primera ronda            |                          |   | Semifinales | Semifinales | Semifinales |  |    | Gran Final      | Gran Final | Gran Final |  |
|  |               |                   |                          |                          |   |             |             |             |  |    |                 |            |            |  |
|  |               |                   |                          |                          |   |             |             |             |  |    |                 |            |            |  |
|  |               |                   |                          |                          |   |             |             |             |  |    |                 |            |            |  |
|  |               |                   |                          |                          |   |             |             |             |  |    |                 |            |            |  |
|  |               |                   |                          |                          |   |             |             |             |  |    |                 |            |            |  |
|  |               | 1º                | Adelaide United          | 4                        |   |             |             |             |  |    |                 |            |            |  |
|  |               |                   |                          | 4                        |   |             |             |             |  |    |                 |            |            |  |
|  |               |                   | 4°                       | Melbourne City           | 1 |             |             |             |  |    |                 |            |            |  |
|  | 4º            | Melbourne City    | 4°                       | Melbourne City           | 1 | 2           |             |             |  |    |                 |            |            |  |
|  | 4º            | Melbourne City    |                          |                          |   |             |             |             |  |    |                 |            |            |  |
|  | 5º            | Perth Glory       | 0                        |                          |   |             |             |             |  |    |                 |            |            |  |
|  | 5º            | Perth Glory       | 0                        |                          |   |             |             |             |  | 1° | Adelaide United | 3          |            |  |
|  |               |                   |                          |                          |   |             |             |             |  | 1° | Adelaide United | 3          |            |  |
|  |               |                   | 2º                       | Western Sydney Wanderers | 1 |             |             |             |  |    |                 |            |            |  |
|  |               |                   | 2º                       | Western Sydney Wanderers | 1 |             |             |             |  |    |                 |            |            |  |
|  |               |                   |                          |                          |   |             |             |             |  |    |                 |            |            |  |
|  |               |                   |                          |                          |   |             |             |             |  |    |                 |            |            |  |
|  |               | 2º                | Western Sydney Wanderers | 5                        |   |             |             |             |  |    |                 |            |            |  |
|  |               |                   |                          | 5                        |   |             |             |             |  |    |                 |            |            |  |
|  |               |                   | 3°                       | Brisbane Roar            | 4 |             |             |             |  |    |                 |            |            |  |
|  | 3º            | Brisbane Roar     | 3°                       | Brisbane Roar            | 4 | 2           |             |             |  |    |                 |            |            |  |
|  | 3º            | Brisbane Roar     |                          |                          |   |             |             |             |  |    |                 |            |            |  |
|  | 6º            | Melbourne Victory | 1                        |                          |   |             |             |             |  |    |                 |            |            |  |
|  | 6º            | Melbourne Victory | 1                        |                          |   |             |             |             |  |    |                 |            |            |  |
|  |               |                   |                          |                          |   |             |             |             |  |    |                 |            |            |  |

### Primera ronda
| 15 de abril de 2016 | Brisbane Roar                        | 2:1 (0:0) | Melbourne Victory  | Suncorp Stadium, Brisbane                                  |                                                            |
|                     | Matt McKay 88' · Thomas Broich 90+3' | Reporte   | Besart Berisha 86' | Asistencia: 20,157 espectadores Árbitro(s): Jarred Gillett | Asistencia: 20,157 espectadores Árbitro(s): Jarred Gillett |

| 17 de abril de 2016 | Melbourne City          | 2:0 (1:0) | Perth Glory | AAMI Park, Melbourne                                    |                                                         |
|                     | Bruno Fornaroli 40' 76' | Reporte   |             | Asistencia: 11,273 espectadores Árbitro(s): Chris Beath | Asistencia: 11,273 espectadores Árbitro(s): Chris Beath |

### Semifinales
| 22 de abril de 2016 | Adelaide United                                                      | 4:1 (0:0) | Melbourne City      | Coopers Stadium, Adelaida                                    |                                                              |
|                     | Bruce Djite 48' 60' (pen.) · Dylan McGowan 88' · Pablo Sánchez 90+4' | Reporte   | Nick Fitzgerald 72' | Asistencia: 15,489 espectadores Árbitro(s): Strebre Delovski | Asistencia: 15,489 espectadores Árbitro(s): Strebre Delovski |

| 24 de abril de 2016 | Western Sydney Wanderers                                               | 5:4 (2:3) | Brisbane Roar                                                                   | Parramatta Stadium, Sídney                              |                                                         |
|                     | Romeo Castelen 26' 53' 59' · Brendon Šantalab 39' · Dario Vidošić 102' | Reporte   | Dimitri Petratos 16' (pen.) · Andreu Guerao 20' (a.g.) · Jamie Maclaren 23' 81' | Asistencia: 20,084 espectadores Árbitro(s): Peter Green | Asistencia: 20,084 espectadores Árbitro(s): Peter Green |

### Final
| 1 de mayo de 2016 | Adelaide United                                          | 3:1 (2:0) | Western Sydney Wanderers | Adelaide Oval, Adelaida                                    |                                                            |
|                   | Bruce Kamau 22' · Isaías Sánchez 34' · Pablo Sánchez 89' | Reporte   | Scott Neville 58'        | Asistencia: 50.119 espectadores Árbitro(s): Jarred Gillett | Asistencia: 50.119 espectadores Árbitro(s): Jarred Gillett |

| 1          | Guardameta     | Eugene Galekovic |     |
| 2          | Defensa        | Michael Marrone  | 73' |
| 4          | Defensa        | Dylan McGowan    |     |
| 3          | Defensa        | Iacopo La Rocca  |     |
| 16         | Defensa        | Craig Goodwin    |     |
| 8          | Centrocampista | Isaías Sánchez   |     |
| 10         | Centrocampista | Marcelo Carrusca | 86' |
| 6          | Centrocampista | Stefan Mauk      |     |
| 24         | Delantero      | Bruce Kamau      | 90' |
| 11         | Delantero      | Bruce Djite      |     |
| 9          | Delantero      | Sergio Cirio     |     |
| Entrenador | Entrenador     | Guillermo Amor   |     |

| 20         | Guardameta     | Andrew Redmayne       |     |
| 3          | Defensa        | Scott Jamieson        | 86' |
| 4          | Defensa        | Nikolai Topor-Stanley |     |
| 6          | Defensa        | Mitch Nichols         | 56' |
| 7          | Defensa        | Romeo Castelen        |     |
| 8          | Centrocampista | Dimas Delgado         |     |
| 11         | Centrocampista | Brendon Šantalab      |     |
| 12         | Centrocampista | Scott Neville         |     |
| 17         | Delantero      | Alberto Aguilar Leiva |     |
| 18         | Delantero      | Andreu                | 78' |
| 19         | Delantero      | Mark Bridge           |     |
| Entrenador | Entrenador     | Tony Popović          |     |

| 21 | DEF | Tarek Elrich  | 73' |
| 7  | MED | Pablo Sánchez | 86' |
| 14 | DEL | George Mells  | 90' |

| 10 | DEF | Dario Vidošić | 56' |
| 15 | MED | Kearyn Baccus | 78' |
| 2  | DEL | Shannon Cole  | 86' |

| Anotado | 22' | Bruce Kamau    |  |
| Anotado | 34' | Isaías Sánchez |  |
| Anotado | 89' | Pablo Sánchez  |  |

| Anotado | 58' | Scott Neville |  |

| Árbitro             | Jarred Gillett  |
| Árbitros asistentes | Matthew Cream   |
| Árbitros asistentes | Luke Brennan    |
| Cuarto Árbitro      | Paul Cetrangolo |

| 1          | Guardameta     | Eugene Galekovic |     |
| 2          | Defensa        | Michael Marrone  | 73' |
| 4          | Defensa        | Dylan McGowan    |     |
| 3          | Defensa        | Iacopo La Rocca  |     |
| 16         | Defensa        | Craig Goodwin    |     |
| 8          | Centrocampista | Isaías Sánchez   |     |
| 10         | Centrocampista | Marcelo Carrusca | 86' |
| 6          | Centrocampista | Stefan Mauk      |     |
| 24         | Delantero      | Bruce Kamau      | 90' |
| 11         | Delantero      | Bruce Djite      |     |
| 9          | Delantero      | Sergio Cirio     |     |
| Entrenador | Entrenador     | Guillermo Amor   |     |

| 20         | Guardameta     | Andrew Redmayne       |     |
| 3          | Defensa        | Scott Jamieson        | 86' |
| 4          | Defensa        | Nikolai Topor-Stanley |     |
| 6          | Defensa        | Mitch Nichols         | 56' |
| 7          | Defensa        | Romeo Castelen        |     |
| 8          | Centrocampista | Dimas Delgado         |     |
| 11         | Centrocampista | Brendon Šantalab      |     |
| 12         | Centrocampista | Scott Neville         |     |
| 17         | Delantero      | Alberto Aguilar Leiva |     |
| 18         | Delantero      | Andreu                | 78' |
| 19         | Delantero      | Mark Bridge           |     |
| Entrenador | Entrenador     | Tony Popović          |     |

| 21 | DEF | Tarek Elrich  | 73' |
| 7  | MED | Pablo Sánchez | 86' |
| 14 | DEL | George Mells  | 90' |

| 10 | DEF | Dario Vidošić | 56' |
| 15 | MED | Kearyn Baccus | 78' |
| 2  | DEL | Shannon Cole  | 86' |

| Anotado | 22' | Bruce Kamau    |  |
| Anotado | 34' | Isaías Sánchez |  |
| Anotado | 89' | Pablo Sánchez  |  |

| Anotado | 58' | Scott Neville |  |

| Árbitro             | Jarred Gillett  |
| Árbitros asistentes | Matthew Cream   |
| Árbitros asistentes | Luke Brennan    |
| Cuarto Árbitro      | Paul Cetrangolo |

| Bandera de Australia        |
| Campeón                     |
| Adelaide United 1.er título |

## Máximos goleadores
Fuente: ultimatealeagueactualizado al 1 de mayo de 2016

| Pos. | Jugador                | Club                     | Goles |
| ---- | ---------------------- | ------------------------ | ----- |
| 1    | Bruno Fornaroli        | Melbourne City           | 25    |
| 2    | Jamie Maclaren         | Brisbane Roar            | 20    |
| 3    | Besart Berisha         | Melbourne Victory        | 18    |
| 4    | Diego Castro           | Perth Glory              | 13    |
| 5    | Aaron Mooy             | Melbourne City           | 11    |
| 5    | Brendon Šantalab       | Western Sydney Wanderers | 11    |
| 5    | Bruce Djite            | Adelaide United          | 11    |
| 8    | Harry Novillo          | Melbourne City           | 10    |
| 8    | Mitch Nichols          | Western Sydney Wanderers | 10    |
| 8    | Andy Keogh             | Perth Glory              | 10    |
| 8    | Filip Hološko          | Sydney FC                | 10    |
| 12   | Miloš Trifunović       | Newcastle United Jets    | 9     |
| 12   | Mark Bridge            | Western Sydney Wanderers | 9     |
| 12   | Pablo Sánchez Alberto  | Adelaide United          | 9     |
| 15   | Blake Powell           | Wellington Phoenix       | 8     |
| 15   | Henrique Andrade Silva | Brisbane Roar            | 8     |
| 15   | Roy O'Donovan          | Central Coast Mariners   | 8     |
| 17   | Chris Harold           | Perth Glory              | 7     |
| 17   | Fábio Ferreira         | Central Coast Mariners   | 7     |
| 17   | Stefan Mauk            | Melbourne Victory        | 7     |
| 17   | Romeo Castelen         | Western Sydney Wanderers | 7     |
| 17   | Dimitri Petratos       | Brisbane Roar            | 7     |